# جايمي غوميز
جايمي غوميز (بالإسبانية: Jaime Gómez)‏ (29 ديسمبر 1929 في المكسيك - 4 مايو 2008 بغوادالاخارا في المكسيك) هو لاعب كرة طائرة ولاعب كرة قدم مكسيكي في مركز حراسة المرمى، شارك في كأس العالم 1962 وكأس العالم 1958. وشارك مع منتخب المكسيك لكرة القدم. أما مع النوادي، فقد لعب مع نادي غوادالاخارا ونادي مونتيري ونادي لاجونا ‏ ونادي أورو.

## وصلات خارجية
- جايمي غوميز على موقع الاتحاد الدولي (مؤرشف)  (الإنجليزية)
- جايمي غوميز على موقع قاعدة بيانات كرة القدم.إي يو (الإنجليزية)
- جايمي غوميز على موقع قاعدة بيانات كرة القدم.إي يو (الإنجليزية)
- جايمي غوميز على موقع ناشيونال فوتبول تيمز (الإنجليزية)
- جايمي غوميز على موقع Soccerway.com (الإنجليزية)
- جايمي غوميز على موقع عالم كرة القدم.نت (الإنجليزية)